# 千葉県道・茨城県道46号野田牛久線
千葉県道・茨城県道46号野田牛久線（ちばけんどう・いばらきけんどう46ごう のだうしくせん）は、千葉県野田市を起点とし、茨城県牛久市を終点とする県道（主要地方道）である。

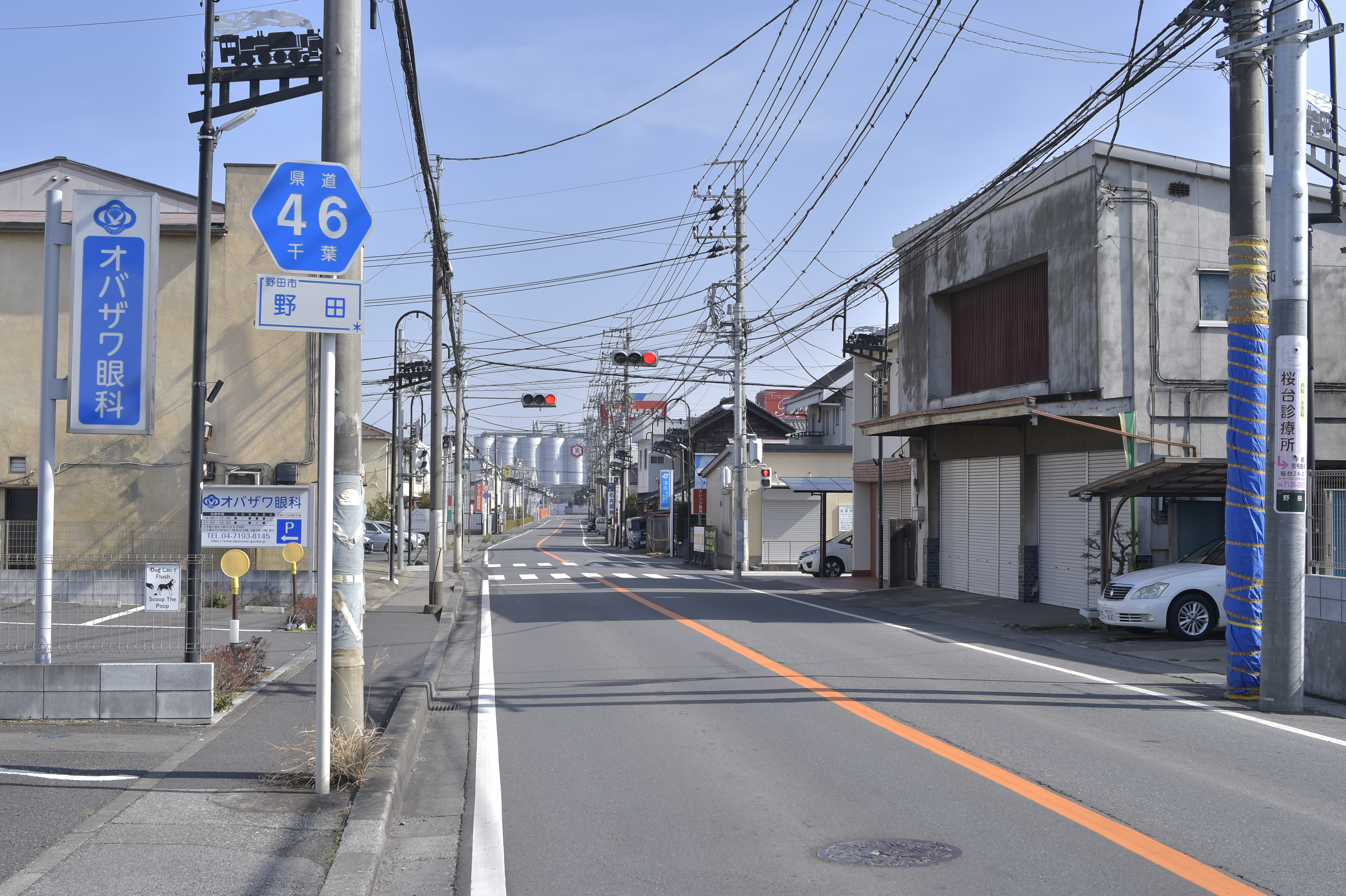
千葉県道46号野田牛久線
野田市野田（2023年2月）

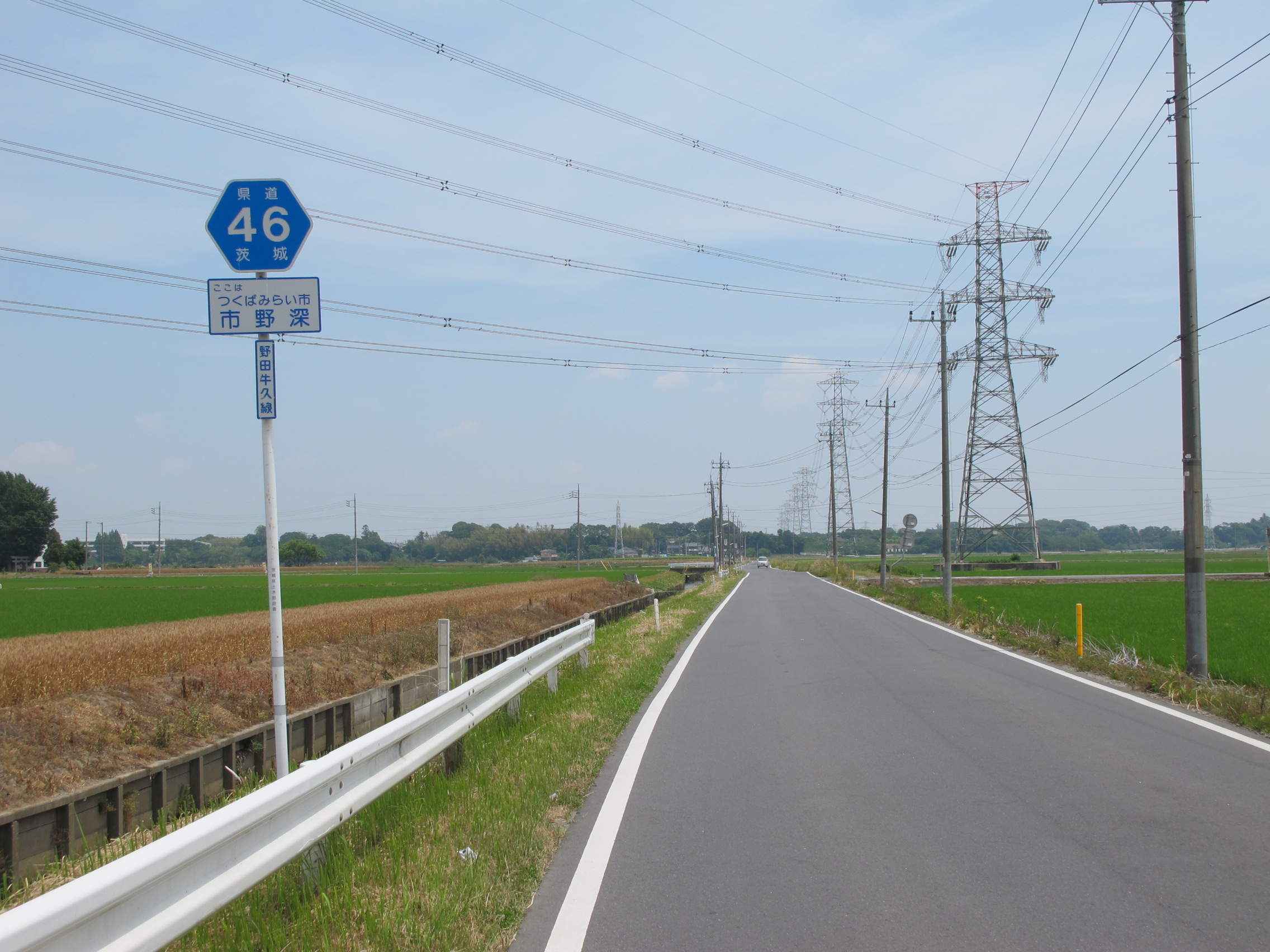
茨城県道46号野田牛久線
つくばみらい市市野深（2013年6月）

## 概要
千葉県野田市野田の野田市下町交差点を起点として東方向へ向かい利根川を越えて、茨城県守谷市、つくばみらい市を経て、牛久市田宮（たぐう）町の国道6号・田宮跨線橋西交差点を終点とする、東西に延びる主要地方道である。野田市内で千葉県道7号我孫子関宿線と一部重複し、野田市瀬戸の千葉県道7号我孫子関宿線より分岐して利根川を越え茨城県守谷市へ向かうが、県境の利根川渡河区間は橋梁が無い未開通区間である。現道に並行して首都圏新都市鉄道つくばエクスプレスの側道として整備が進められている都市軸道路が、千葉県柏市の柏たなか駅付近から茨城県つくばみらい市のみらい平駅付近まで、本県道のバイパス路線に指定されている。

### 路線データ
- 起点：千葉県野田市野田 野田市下町交差点
- 終点：茨城県牛久市田宮町字上宿35番1地先（国道6号交点＝田宮跨線橋西交差点）[1]
- 総延長：*.* km（千葉県区間：*.* km、茨城県区間：33.711 km[2]）
- 重用延長：*.* km（千葉県区間：*.* km、茨城県区間：0.386 km[2]）
- 未供用延長：なし（千葉県区間：*.* km、茨城県区間：0.0 km[2]）
- 実延長：39.533 km（千葉県区間：7.135 km、茨城県区間：33.325 km[2]）
- 自動車交通不能区間延長[注釈 1]：なし（千葉県区間：*.* km、茨城県区間：0.0 km[2]）

## 歴史
1994年（平成6年）4月1日、それまでの県道牛久守谷線（整理番号54）と県道野田守谷線（整理番号284）の2路線を廃止・統合して、新たに起点を千葉県野田市、終点を茨城県牛久市とする主要地方道野田牛久線（整理番号72）として路線認定された。翌1995年（平成7年）に茨城県道の路線再編に伴って整理番号46となり、現在に至る。

### 年表
- 1959年（昭和34年）10月14日：前々身にあたる県道小張牛久線（伊奈村小張 - 牛久町田宮、図面対照番号223）、県道野田守谷線（千葉県野田 - 茨城県守谷町守谷、図面対照番号228）が路線認定[6]。
- 1977年（昭和52年）2月14日
  - 前身にあたる主要地方道牛久守谷線（稲敷郡牛久町 - 北相馬郡守谷町、整理番号54）が路線認定される[7]。
  - 同時に、前々身にあたる県道小張牛久線（筑波郡伊奈村大字小張 - 稲敷郡牛久町、整理番号279）が廃止される[8]。
- 1993年（平成5年）5月11日：建設省から、県道牛久守谷線・県道野田守谷線の一部が野田牛久線として主要地方道に指定される[9]。
- 1994年（平成6年）4月1日
  - 茨城県区間において、野田牛久線（整理番号72）として県道路線認定[4]。
  - 道路の区域は、北相馬郡守谷町大字野木崎県界から牛久市田宮町国道6号交点までに決定する[10]。
- 1995年（平成7年）3月30日：茨城県区間において、整理番号が整理番号72から現在の番号（整理番号46）に変更される[5]。
- 2000年（平成12年）
  - 2月10日：筑波郡伊奈町大字板橋地内のバイパス（1.38 km）を新設する道路区域が決定する [11]。
  - 7月17日：守谷町大字野木崎 - 同町大字大柏まで都市軸道路の道路区域（680 m）が決定する[12]。
- 2003年（平成15年）3月20日：筑波郡谷和原村大字東楢戸 - 同郡伊奈町大字板橋のバイパス（2.373 km）を新設する道路区域が決定する[13]。
- 2004年（平成16年）
  - 3月18日：牛久市田宮町地内のバイパス（0.831 km）を新設する道路区域が決定する[14]。
  - 3月22日：守谷市緑 - 同市百合ケ丘の区間が、通行する車両の高さの最高限度4.1 mの道路に指定される[15]。
- 2005年（平成17年）
  - 8月6日：谷和原村大字東楢戸（みらい平駅周辺、現・陽光台地内）の新道の一部（約0.5 km）が開通する [16]。
  - 8月17日：守谷市大柏（天神北交差点） - 同市松並の都市軸道路の一部（約2.4 km）が開通。守谷トンネル暫定2車線供用開始[17]。
- 2006年（平成18年）8月28日：守谷市百合ケ丘二丁目 - 同市ひがし野一丁目（法花坊交差点）間、守谷トンネルを4車線化供用開始[18]。
- 2008年（平成20年）3月27日：つくばみらい市板橋 - 同市南太田のバイパス（約0.8 km）が開通する [19]。
- 2010年（平成22年）3月25日
  - 守谷市大柏（大柏交差点 - 天神北交差点）の都市軸道路の一部（約0.6 km）が開通する[20]。
  - 守谷市松並 - つくばみらい市成瀬（成瀬交差点）の都市軸道路の一部（約2.9 km）が開通する[21]。
- 2011年（平成23年）1月11日：守谷市大柏（大柏南交差点 - 大柏交差点）の都市軸道路の一部（約0.5 km）が開通する [22]。
- 2012年（平成24年）7月25日：牛久市田宮町字班離 - 同市田宮町字上宿（国道6号）の都市計画道路 田宮中柏田線の一部区間（320 m）が開通する [23]。
- 2013年（平成25年）4月9日：つくばみらい市成瀬 - 東楢戸（みらい平地区）の都市軸道路の一部区間（約2.1 km）が開通[24]。
- 2015年（平成27年）12月24日：終点側のバイパス（都市計画道路 田宮中柏田線：825 m）が開通する[25][26]。
- 2016年（平成28年）1月14日：終点付近の牛久市田宮町の旧道（762 m）が県道指定解除され、牛久市道に降格[1]。
- 2019年（平成31年）3月28日：つくばみらい市成瀬（成瀬交差点） - 守谷市松並の区間を、通行する車両の高さの最高限度が4.1 mの道路に指定[27]。
- 2021年（令和3年）3月26日：小張バイパスのつくばみらい市陽光台三丁目 - つくばみらい市小張（700 m）が開通する[28][29]。
- 2024年（令和6年）
  - 3月1日：つくばみらい市板橋地内の小張バイパスの一部を供用開始[30]。
  - 6月24日：小張バイパスのつくばみらい市小張 - 板橋（900 m）が開通し、小張バイパスが全線開通する[31][32]。
  - 8月8日：守谷市ひがし野一丁目（法花坊交差点） - つくばみらい市青木（青木北交差点）の約1.8 km区間（上り）を供用、4車線化[33]。

## 路線状況
道路法の規定に基づき、守谷市大柏（守谷SA） - つくばみらい市陽光台（一般県道東楢戸真瀬線交差）間と、守谷市立沢（守谷市役所） - 同市百合ケ丘（北園交差点）間および、つくばみらい市豊体（一般県道常総取手線交差） - 牛久市田宮町（田宮町交差点）間は、緊急輸送道路として機能を維持するため、災害発生時の被害拡大防止を目的に道路用地内に電柱を建てることが制限されている。

### 通称・バイパス

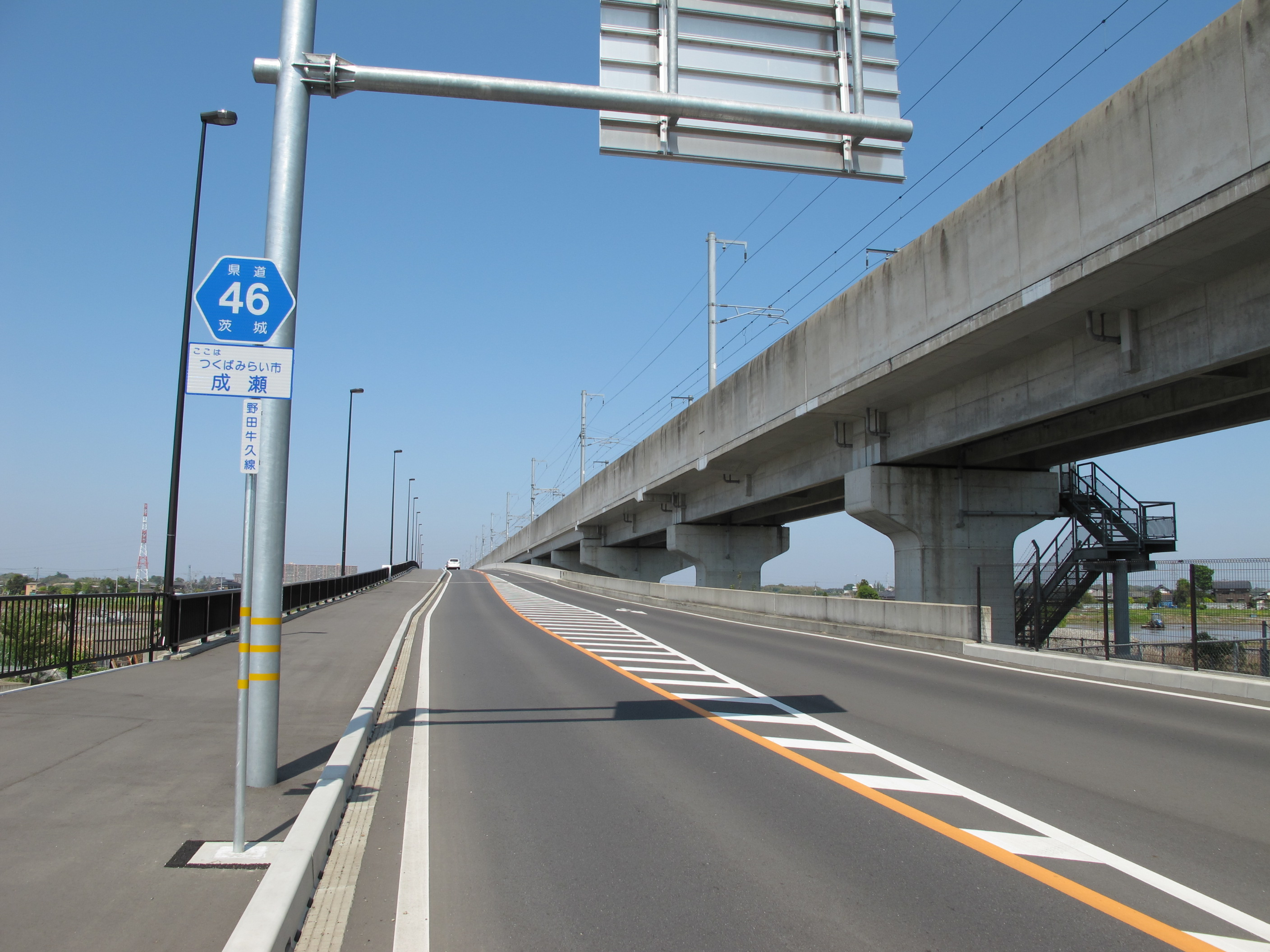
都市軸道路
つくばみらい市成瀬（2014年4月）

- 都市軸道路都市軸道路
つくばみらい市成瀬（2014年4月）
つくばエクスプレスに並行して整備される、いわゆる都市軸道路の一部（柏市小青田 - つくばみらい市陽光台）が野田牛久線の一部として整備されている。このうち、利根川橋梁と小貝川橋梁は鉄道と道路が橋脚を共有する。

都市軸道路は野田牛久線現道のバイパスとして明確に位置づけられているわけではないが、これの整備に伴い、みらい平地区から国道294号までは異なる2本の「茨城県道46号」が存在することになる。また、国道294号以西では野田牛久線現道のほか都市軸道路に隣接する道路も県道46号に指定されており、既存の野田牛久線、都市軸道路、および都市軸道路に並行する既存街路とその旧道とで、地図上に最大4本の「県道46号」が並行する区間もある。
- 都市計画道路 田宮中柏田線
牛久市内の国道6号、主要地方道野田牛久線、一般県道谷田部牛久線が合流する変則交差点（田宮町交差点）の慢性的な交通渋滞の緩和を目的に、昭和43年度に都市計画決定された道路で、国道6号以西の825 m区間が、県道野田牛久線現道の終点付近のバイパスとなる[35]。2012年（平成24年）7月、国道6号・田宮跨線橋西交差点側の320 m区間を部分供用し[23][35]、2015年（平成27年）12月24日に残存区間の供用をもって全線開通した[25]。

### 重複区間
- 千葉県道7号我孫子関宿線（千葉県野田市木野崎野田市 木野崎交差点 - 千葉県柏市小青田（つくばエクスプレス柏たなか駅入口））
- 茨城県道58号取手豊岡線（茨城県守谷市野木崎地内および守谷市大柏 - 茨城県守谷市 立沢交差点）
- 茨城県道19号取手つくば線（茨城県つくばみらい市板橋地内、172 m）[10]

### 道路施設
- 船戸橋（利根運河、千葉県柏市船戸）
- 開成橋（大野川、茨城県守谷市野木崎）
- 大柏橋（常磐自動車道、守谷市大柏）
- 守谷トンネル（守谷市中央）
守谷駅の真下の地下を通る都市軸道路のトンネル。延長740 m、内空断面幅9.2 m（片側2車線）、高さ5.35 m、現場打鉄筋コンクリートボックスカルバート構造。
- 野木崎橋（常磐自動車道、守谷市立沢）
- 常総橋（小貝川、守谷市 - つくばみらい市境）
- もりやみらい橋（小貝川、つくばみらい市筒戸 - 同市下小目） ※都市軸道路
- 下小目高架橋（つくばみらい市下小目） ※都市軸道路
- 柳島高架橋（つくばみらい市下小目 - 同市成瀬） ※都市軸道路
- 中通川橋（中通川、つくばみらい市成瀬 - 同市新戸） ※都市軸道路
- 谷口川橋（谷口川、つくばみらい市奉社） ※都市軸道路
- みらい平高架橋（つくばみらい市谷口 - 同市陽光台） ※都市軸道路
- 大橋（中通川、つくばみらい市市野深）
- 上岩崎橋（西谷田川、龍ケ崎市庄兵衛新田町）
- 茎崎橋（龍ケ崎市庄兵衛新田町）
牛久沼に注ぐ谷田川に架かる橋で、茎崎橋東詰はつくば市森の里交差点、西詰は同市茎崎に通じる。現橋は、1980年（昭和55年）に旧橋から架け替えられたもので、同2月1日に供用された[36]。

## 地理

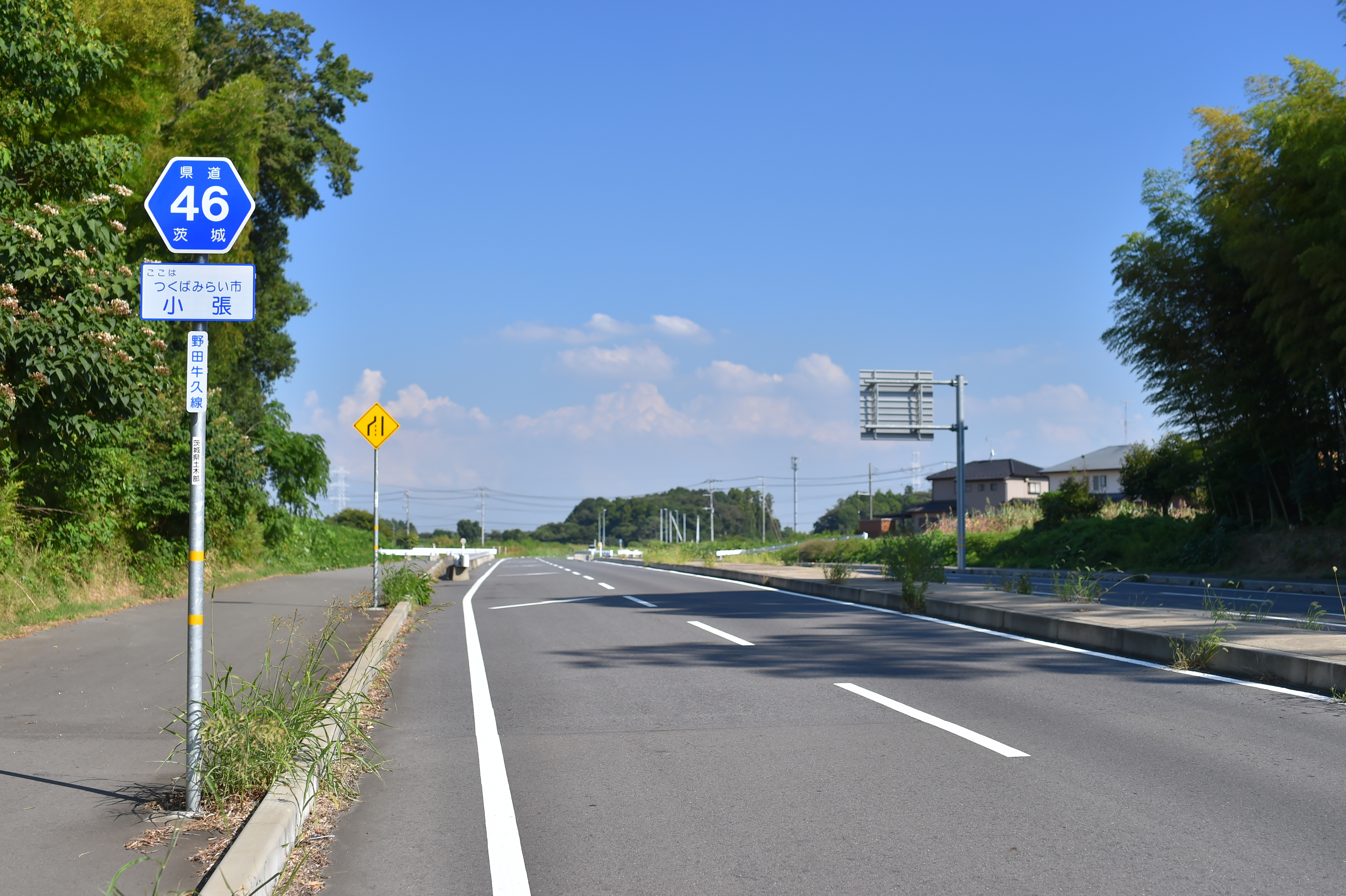
茨城県つくばみらい市小張（2024年9月）

### 通過する自治体
- 千葉県
  - 野田市
  - 柏市
- 茨城県
  - 守谷市
  - つくばみらい市
  - 龍ケ崎市
  - つくば市
  - 龍ケ崎市
  - 牛久市

### 交差する道路
- 千葉県
  - 千葉県道17号結城野田線・千葉県道19号越谷野田線（千葉県道80号野田岩槻線 重複）（起点）
  - 国道16号（野田市駅入口交差点）
  - 千葉県道7号我孫子関宿線（千葉県野田市木野崎野田市・木野崎交差点）
  - 千葉県道7号我孫子関宿線（千葉県野田市瀬戸）
- 茨城県
  - 茨城県道58号取手豊岡線（守谷市野木崎、守谷市 立沢交差点（現道）および守谷市大柏（支線））(それぞれ重複）
  - 国道294号（守谷市 北園交差点（現道）および守谷市 土塔交差点（都市軸道路））
  - 茨城県道130号常総取手線（つくばみらい市豊体（現道）およびつくばみらい市成瀬（都市軸道路））
  - 茨城県道127号谷田部小張線（つくばみらい市 小張T字路）
  - 茨城県道19号取手つくば線（つくばみらい市板橋）
  - 茨城県道210号谷田部藤代線（つくば市 上岩崎交差点）
  - 国道6号（終点）

### 沿線にある施設など
- 野田市駅（千葉県野田市野田）
- 紫カントリークラブ（千葉県野田市）
- 柏たなか駅（千葉県柏市小青田）
- アサヒビール茨城工場（茨城県守谷市緑）
- 守谷市役所（茨城県守谷市大柏）
- 守谷駅（守谷市中央）
- みらい平駅（つくばみらい市陽光台）
- 清安山不動院板橋不動尊（つくばみらい市板橋）
- 取手国際ゴルフ倶楽部（つくばみらい市板橋）
- つくば市役所茎崎窓口センター（つくば市小茎）